# Bistum Guaranda
Das Bistum Guaranda (lat.: Dioecesis Guarandensis, span.: Diócesis de Guaranda) ist eine in Ecuador gelegene römisch-katholische Diözese mit Sitz in Guaranda.

## Geschichte
Das Bistum Guaranda wurde am 29. Dezember 1957 durch Papst Pius XII. aus Gebietsabtretungen des Bistums Riobamba errichtet und dem Erzbistum Quito als Suffraganbistum unterstellt. 

## Bischöfe von Guaranda
- Gilberto Tapia, 1957 (Bischofselekt)
- Cándido Rada Senosiáin SDB, 1960–1980
- Raúl Holguer López Mayorga, 1980–1990
- Miguel Angel Aguilar Miranda, 1991–2004
- Ángel Polivio Sánchez Loaiza, 2004–2013
- Skiper Bladimir Yánez Calvachi, 2014–2018, dann Bischof von Babahoyo
- Hermenegildo José Torres Asanza, seit 2018

## Weblinks

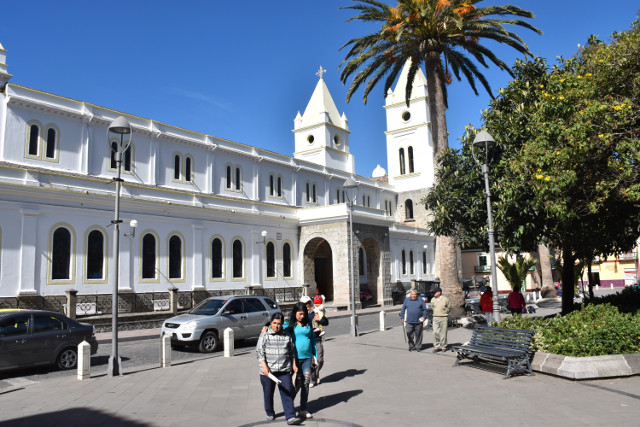
Kathedrale Guaranda